# The Cramps

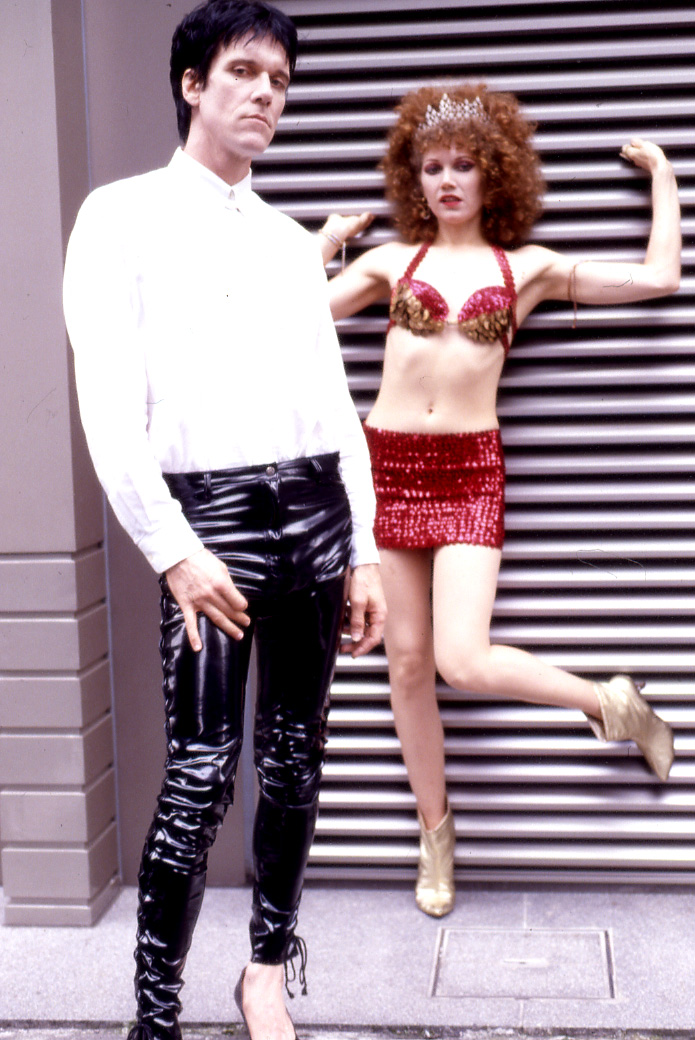
The Cramps

The Cramps fou una banda americana de garage punk, formada el 1976 i activa fins al 2009. La banda se separà després de la mort del cantant principal, Lux Interior. La formació va variar molt durant la seva existència, tenint com a únics membres permantents a Lux Interior i Poison Ivy, marit i muller.
Eren part del moviment punk rock que va sorgir al CBGB de Nova York. Van ser una de les primeres bandes de punk, i també són àmpliament reconeguts com a uns dels primers innovadors del psychobilly.

## Estil

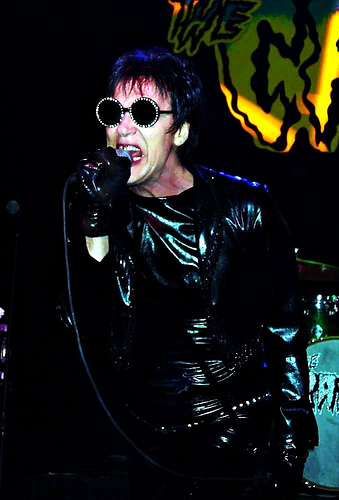
Lux Interior el 2004

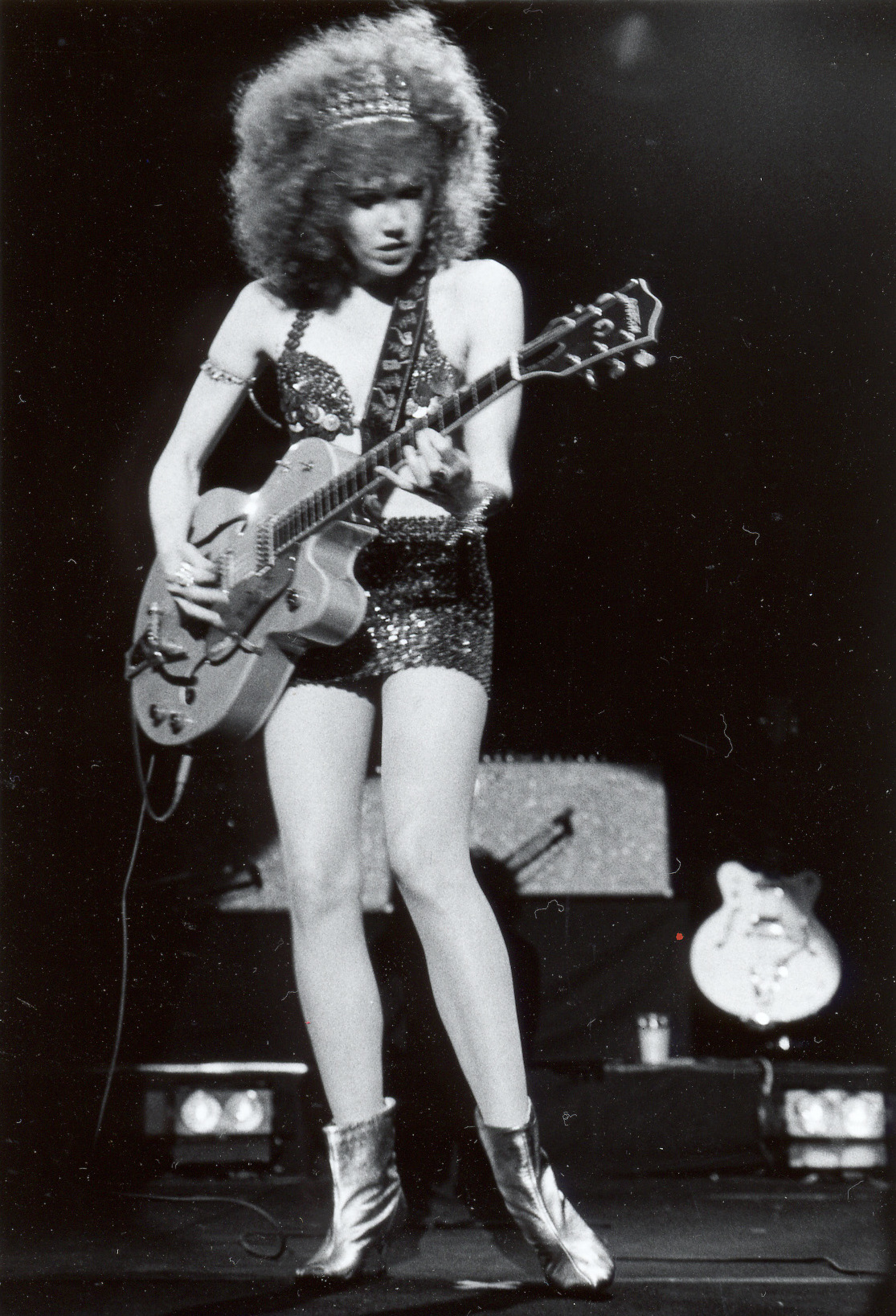
Poison Ivy tocant amb the Cramps, 1991, Tòquio

La major part de llur música és rockabilly amb tempos variables i una bateria minimalista. Una part essencial del seu primer so era el duo de guitarres sense l'acompanyament de cap baix. Les lletres de les cançons i la seva imatge giraven al voltant de l'humor gai, els jocs de paraules sexuals, i la iconografia retro de les pel·lícules de terror i de ciència-ficció de sèrie B.
El seu so fou influït pel primer rockabilly, el rhythm and blues, el rock and roll, la música surf, alguns grups de garage rock, la darrera escena glam rock i el primer punk rock.
The Cramps han influït en un gran nombre de bandes de garatge, punk i estils revival de rockabilly, i ajudaren a crear el gènere psychobilly. "Psychobilly" és un terme encunyat per The Cramps, tot i que Lux Interior sostenia que el terme no descrivia el seu estil.

## Discografia

### Àlbums d'estudi
- Gravest Hits (1979)[12]
- Songs the Lord Taught Us (1980)
- Psychedelic Jungle (1981)
- Smell of Female (1983)
- Off The Bone (1983)
- Bad Music for Bad People (1984)
- A Date With Elvis (1986)
- ROCKINREELINAUKLANDNEWZEALAND (1987)[12]
- Stay Sick (1989)
- Look Mom No Head (1991)
- Flame Job (1994)
- Big Beat From Badsville (1997)
- Fiends of Dope Island (2003)
- How to Make a Monster (2004)[12]
- Zombie (2013)